# Caulophacus instabilis
Caulophacus instabilis är en svampdjursart som beskrevs av Topsent 1910. Caulophacus instabilis ingår i släktet Caulophacus och familjen Rossellidae. Inga underarter finns listade i Catalogue of Life.